# 호자마리아 무르치뉴
호자 마리아 페레이라 무르치뉴(Rosa Maria Pereira Murtinho, 1935년 10월 24일 ~ )는 브라질의 배우이다.